# Saudiarabien i olympiska sommarspelen 1996
Saudiarabien deltog i de olympiska sommarspelen 1996 med en trupp bestående av 29 deltagare, men ingen av landets deltagare erövrade någon medalj.

## Friidrott
Herrarnas 5 000 meter
- Alyan al-Qahtani
  - Kval — startade inte (→ gick inte vidare)

Herrarnas 4 x 400 meter stafett
- Saleh al-Saydan, Mohammed al-Beshi, Hashim al-Sharfa och Hadi Souan Somayli
  - Heat — 3:04.67
  - Semifinal — 3:07.18 (→ gick inte vidare)

Herrarnas 400 meter häck
- Hadi Soua'an Al-Somaily
  - Heat — 49.94s (→ gick inte vidare)

Herrarnas 3 000 meter hinder
- Ibrahim Al-Asiri Yahya
  - Heat — 8:46.37 (→ gick inte vidare)